# 我的大叔
《我的大叔》（韓語：나의 아저씨），為韓國tvN於2018年3月21日起播出的水木連續劇，由《Signal》金元錫導演與《又，吳海英》朴海英作家合作打造。此劇從擁有相同沉重生活負擔的40歲男人與20歲女人出發，延伸到他們的家人和朋友，講述他們互相觀察並治癒對方的故事。
台灣由LINE TV、愛奇藝台灣站、CHOCO TV、friDay影音同步跟播。香港由亞洲電視同步跟播。

## 劇情簡介
李至安是一個在社會底層中成長的20初女性，父母雙亡後留下了高額負債，只能和行動不便且失語的奶奶相依為命；為了還債和支付奶奶的療養院費用，身兼多職拼命賺取微薄的生活費。朴東勳則是在家庭與事業碰壁的40代男性，雖然在社區中被眾人視為明日之星，但現實中其他兩兄弟沒出息而常常需要伸出援手，又被擔任公司代表的大學學弟打壓，學弟甚至和自己的老婆有染卻蒙在鼓裡。這樣兩個背負著生活重擔的男女在公司相遇以後，戲劇性的走進彼此的生活；過程中不但改變了雙方看待社會現實的方式，還治癒了彼此及身邊的人。

## 演員陣容

### 主要人物
| 演員   | 角色   | 介紹 | 香港配音 | 台灣配音 |
| 李善均 | 朴東勳 | 三兄弟中的老二，都俊永的大學前輩，三安E＆C建築公司的結構工程師，被都俊永從設計組貶到安全檢測三組擔任部長。個性沉默寡言，但其實是位默默替人著想的人。與家人和社區裡的朋友感情很好，是親友眼中的明日之星。                                                                                   | 蘇裕邦   | 李世揚   |
| 李知恩 | 李至安 | 建築公司的約聘職員，為了還債而身兼數職。曾在國中时期为救被挨打的奶奶而杀害一名追债人（李光日的父亲），被监禁两年。主動和都俊永協議，助其剷除公司內部的敵對勢力以獲取酬勞。透過手機竊聽試圖挖掘朴東勳的弱點，在過程中逐漸理解朴東勳的為人和家庭與事業上的困境而引發共鳴，於是對其產生好感。 | 石梓晴   | 馮嘉德   |

### 東勳周邊人物
| 演員                | 角色                    | 介紹 | 香港配音 | 台灣配音 |
| 高斗心              | 卞瑤順                  | 三兄弟的母親，對大兒子與小兒子感到焦慮擔心，最疼愛東勳。                                                                             | 陳安瑩   | 陳美貞   |
| 朴浩山              | 朴尚勳                  | 三兄弟中的老大，中年危機，二度就業的中年人。中年被裁員，拿着退休金做生意卻破產，與老婆分居。                                         | 楊啟健   | 孫誠     |
| 宋清晨              | 朴奇勳                  | 三兄弟中的老么，典型的啃老族，天天在家做着不切實際的「導演夢」。因曾在坎城影展短片電影競賽中得獎，二十年來放不下成為電影導演的夢想。 | 郭俊廷   | 宋昱璁   |
| 李智雅 （特別演出） | 姜允熙                  | 律師，東勳的妻子，大學時和東勳俊永同社團。與都俊永秘密交往，做出不為人知的事情。                                                     | 莎拉     | 詹雅菁   |
| 鄭智勛              | 朴智碩                  | 東勳的兒子，海外留學 |          |          |
| 鄭英珠              | 趙愛蓮                  | 尚勳的妻子，與尚勳分居中，後來發現尚勳暗槓女兒結婚禮金，想要离婚。                                                                   | 黎皓宜   | 詹雅菁   |
| 朴海俊              | 謙德(法號) 尹尚元(俗名) | 東勳居住的社區中最聰明的人，東勳的死黨，升學考試滿分記錄者，後來出家當和尚；偶爾給東勳傳簡訊打氣。                                   | 李家輝   |          |
| 吳娜拉              | 丁鄭熙                  | 鄭熙家小酒館的老闆娘，曾與謙德有一段情，卻始終沒有放下。後來在後溪洞開設小酒館「鄭熙家」，讓社區的人可以互相打氣。                   | 陳安瑩   | 陳美貞   |
| 朴修榮              | 濟哲                    | 三兄弟的朋友。將原本經營的夫婦清潔坊轉讓給尚勳和奇勳，改名為兄弟清潔坊。                                                             |          | 孫誠     |

### 至安周邊人物
| 演員   | 角色   | 介紹 | 香港配音 | 台灣配音 |
| 孫淑   | 李鳳愛 | 至安的奶奶也是唯一的親人，為瘖啞人士且行動不便，喜歡月亮。                                                                   |          |          |
| 張基龍 | 李光日 | 向至安討債的人，喜歡過至安，但身為債主之一的父親在向至安討債的過程中被至安所殺，因此對至安又愛又恨，以討債為名不斷折磨至安。 | 羅偉傑   | 宋昱璁   |
| 安勝鈞 | 宋起範 | 至安一起長大的朋友，靠打電玩賣虛擬寶物賺錢，懂得各種旁門左道的技能，也是至安的好幫手，凡是秘密進行的事情，都要他幫忙。       | 蔡威賢   | 李世揚   |
| 李英錫 | 徐春大 | 公司的兼職清潔工老人，專做資源回收。是至安父母的債主，看到至安的遭遇後同情她，在其成長過程中給予很多幫助。                   |          | 孫誠     |

### 三安 E＆C 建築公司
| 演員   | 角色   | 介紹 | 香港配音 | 台灣配音 |
| 金永敏 | 都俊永 | 東勳的學弟，三安E＆C現任代表理事，與允熙秘密交往。想利用至安把公司裡的敵對勢力消除卻發生意外，於是打算順水推舟趕走朴東勳。 | 蔡威賢   | 李景唐   |
| 鄭載成 | 尹尚泰 | 常務，奉承巴結都俊永，是他的左右手。                                                                                       | 陳冠宏   | 李景唐   |
| 申久   | 張會長 | 不主動經手公司事務。欣賞朴東勳，想要請朴東勳吃飯卻三番兩次被拒絕。                                                         | 楊啟健   | 李世揚   |
| 全國煥 | 王英根 | 專務，督導管理組、設計組、安全檢測組。公司內對抗都俊永的主要代表人物，試圖將東勳拉入其陣營。                               | 郭俊廷   |          |
| 鄭海均 | 朴東雲 | 常務，公司內對抗都俊永的成員之一，因為名字跟朴東勳相似而導致一連串事件。                                                   | 羅偉傑   | 孫誠     |
| 申談秀 | 鄭燦模 | 常務，公司內對抗都俊永的成員之一。                                                                                         |          |          |
| 徐賢宇 | 宋石範 | 安全檢測三組組員，東勳的下屬，跟東勳非常親近。                                                                             |          |          |
| 蔡東炫 | 金代理 | 安全檢測三組組員，東勳的下屬，跟東勳非常親近。                                                                             |          |          |
| 金敏錫 | 呂亨奎 | 安全檢測三組最小的組員。                                                                                                   |          |          |
| 柳善英 | 鄭彩玲 | 安全檢測後勤組員，本想以至安親吻東勳事件威脅至安，但其與公司男同事婚外情被至安發現反將一軍。                               | 黎皓宜   | 詹雅菁   |

### 其他人物
| 演員   | 角色   | 介紹 | 香港配音 |
| 權娜拉 | 崔宥拉 | 電影演員，曾參加奇勳的電影演出，但表現不好而失去自信並開始買醉，每兩、三天就會嘔吐在自門前的樓梯口，使鄰居深受其擾。 | 莎拉     |

## 原聲帶
- Part.1（發行日期：2018年3月22日）

| 曲序 | 曲目                | 演唱   | 时长 |
| ---- | ------------------- | ------ | ---- |
| 1.   | 那漢子（그 사나이） | 李熙文 | 3:52 |
| 2.   | 那漢子（Inst.）     |        | 3:52 |

- Part.2（發行日期：2018年3月29日）

| 曲序 | 曲目          | 演唱   | 时长 |
| ---- | ------------- | ------ | ---- |
| 1.   | 大人（어른）  | Sondia | 4:19 |
| 2.   | 大人（Inst.） |        | 4:19 |

- Part.3（發行日期：2018年4月5日）

| 曲序 | 曲目                      | 演唱   | 时长 |
| ---- | ------------------------- | ------ | ---- |
| 1.   | 普通的一天（보통의 하루） | 鄭承煥 | 4:34 |
| 2.   | 普通的一天（Inst.）       |        | 4:34 |

- Part.4（發行日期：2018年4月12日）

| 曲序 | 曲目               | 演唱  | 时长 |
| ---- | ------------------ | ----- | ---- |
| 1.   | Dear Moon          | Jehwi | 4:58 |
| 2.   | Dear Moon（Inst.） |       | 4:58 |

- Part.5（發行日期：2018年4月19日）

| 曲序 | 曲目                        | 演唱   | 时长 |
| ---- | --------------------------- | ------ | ---- |
| 1.   | 百萬朵玫瑰（백만송이 장미） | 高宇臨 | 4:39 |
| 2.   | 百萬朵玫瑰（Inst.）         |        | 4:39 |

- Part.6（發行日期：2018年4月26日）

| 曲序 | 曲目                                                   | 演唱         | 时长 |
| ---- | ------------------------------------------------------ | ------------ | ---- |
| 1.   | 有彩虹(Band Ver.)（무지개는 있다 (Band Ver.)）         | Vincent Blue | 3:23 |
| 2.   | 有彩虹(Acoustic Ver.)（무지개는 있다 (Acoustic Ver.)） | O.WHEN       | 3:12 |

- Part.7（發行日期：2018年5月10日）

| 曲序 | 曲目                                                                     | 演唱   | 时长 |
| ---- | ------------------------------------------------------------------------ | ------ | ---- |
| 1.   | 我的心透露了我的模樣（내 마음에 비친 내 모습）                           | 郭真言 | 4:33 |
| 2.   | 我的心透露了我的模樣 (Piano Ver.)（내 마음에 비친 내 모습 (Piano Ver.)） |        | 4:53 |

- Part.8（發行日期：2018年5月17日）

| 曲序 | 曲目          | 演唱   | 时长 |
| ---- | ------------- | ------ | ---- |
| 1.   | 森林（숲）    | 黃智宣 | 4:25 |
| 2.   | 森林（Inst.） | 지선   | 4:25 |

## 收視率
| 集數       | 播出日期   | AGB收視率        | AGB收視率      | TNmS收視率       |
| 集數       | 播出日期   | 大韓民國（全國） | 首爾（首都圈） | 大韓民國（全國） |
| ---------- | ---------- | ---------------- | -------------- | ---------------- |
| 1          | 2018/03/21 | 3.923%           | 4.467%         | 4.6%             |
| 2          | 2018/03/22 | 4.133%           | 4.786%         | 4.1%             |
| 3          | 2018/03/28 | 3.373%           | 4.102%         | 3.9%             |
| 4          | 2018/03/29 | 3.611%           | 3.851%         | 4.3%             |
| 5          | 2018/04/04 | 3.936%           | 4.838%         | 3.7%             |
| 6          | 2018/04/05 | 4.038%           | 4.468%         | 4.6%             |
| 7          | 2018/04/11 | 4.487%           | 5.234%         | 4.7%             |
| 8          | 2018/04/12 | 5.313%           | 5.671%         | 4.6%             |
| 9          | 2018/04/18 | 4.803%           | 5.413%         | 3.8%             |
| 10         | 2018/04/19 | 5.824%           | 6.472%         | 5.6%             |
| 11         | 2018/04/25 | 4.965%           | 5.926%         | 4.6%             |
| 12         | 2018/04/26 | 6.035%           | 6.572%         | 5.5%             |
| 13         | 2018/05/09 | 5.635%           | 6.227%         | 5.3%             |
| 14         | 2018/05/10 | 6.468%           | 7.374%         | 5.5%             |
| 15         | 2018/05/16 | 5.819%           | 6.221%         | 5.7%             |
| 16         | 2018/05/17 | 7.352%           | 8.170%         | 7.2%             |
| 平均收視率 | 平均收視率 | 4.982%           | 5.612%         | 4.9%             |
| 特辑       | 2018/05/02 | 3.187%           | 4.008%         | 3.0%             |

- 收視最低的集數以藍色表示，收視最高的集數以紅色表示，而空格則表示該集的收視沒有相關數據。

## 同時段競爭作品
- MBC 水木迷你連續劇：《牽著手，看夕陽西下》、《過來抱抱我》
- KBS2 水木連續劇：《推理的女王2》、《Suits》
- SBS 特別劇：《Return》、《Switch－改變世界》

## 提名&獲獎列表
| 年度   | 頒獎典禮              | 獎項                        | 入圍者   | 結果 |
| 2018年 | 第11屆韓國電視劇節    | 作品賞                      | 我的大叔 | 提名 |
| 2018年 | 第11屆韓國電視劇節    | 作家獎                      | 朴海英   | 提名 |
| 2018年 | 第6屆APAN Star Awards | 大賞                        | 李善均   | 提名 |
| 2018年 | 第6屆APAN Star Awards | 中篇電視劇 女子最優秀演技賞 | 李知恩   | 獲獎 |
| 2018年 | 第6屆APAN Star Awards | K-Star女演员獎              | 李知恩   | 提名 |
| 2018年 | 第6屆APAN Star Awards | 男子演技賞                  | 朴浩山   | 獲獎 |
| 2018年 | 第6屆APAN Star Awards | 男子新人賞                  | 張基龍   | 獲獎 |
| 2018年 | 第6屆APAN Star Awards | 導演獎                      | 金元錫   | 獲獎 |
| 2018年 | 第2屆The Seoul Awards | 電視部門 大賞               | 我的大叔 | 獲獎 |
| 2018年 | 第2屆The Seoul Awards | 電視部門 男子最優秀演技賞   | 李善均   | 提名 |
| 2018年 | 第2屆The Seoul Awards | 電視部門 男子助演賞         | 朴浩山   | 提名 |
| 2018年 | 第2屆The Seoul Awards | 電視部門 男子新人賞         | 張基龍   | 提名 |
| 2019年 | 第55屆百想藝術大獎    | 電視劇作品獎                | 我的大叔 | 獲獎 |
| 2019年 | 第55屆百想藝術大獎    | 電視部門 導演獎             | 金元錫   | 提名 |
| 2019年 | 第55屆百想藝術大獎    | 電視部門 男子最優秀演技獎   | 李善均   | 提名 |
| 2019年 | 第55屆百想藝術大獎    | 電視部門 女子最優秀演技獎   | 李知恩   | 提名 |
| 2019年 | 第55屆百想藝術大獎    | 電視部門 女子配角獎         | 吳娜拉   | 提名 |
| 2019年 | 第55屆百想藝術大獎    | 電視部門 女子新人演技獎     | 權娜拉   | 提名 |
| 2019年 | 第55屆百想藝術大獎    | 電視部門 劇本獎             | 朴海英   | 獲獎 |
| 2019年 | 第55屆百想藝術大獎    | 女子Vlive人氣獎             | 李知恩   | 獲獎 |

## 軼事
- 原定出演卞瑤順一角的羅文姬因個人行程無法協調而辭演該角，後改由高斗心接替演出[7]。
- 原定出演朴尚勳一角的吳達庶因性侵犯醜聞而退出本劇，後改由朴浩山接替演出[8]。
- 由於開播前遭遇換角風波，導致拍攝延期，且因為不少劇集都是夜晚戲，拍攝時間受到限制，不得已停播一周，原本定於5月2日和3日播出的第13、14集延至5月9日和10日播出。5月2日播出的是該劇的特別篇，5月3日則播出電影《王的事件手冊》[9]。
- 飾演李至安的李知恩於2018年10月27日在談話節目《對話的喜悅》中提到，在本片拍攝初期時身心狀況非常不好，是嚴重到需要住院的程度。幾經思量之後告訴金元錫導演：「之前拍攝的内容，無論如何都會想辦法去賠償。我現在最好退出拍攝。」沒想到導演聽完之後哭著表示：「非常抱歉，拍攝的時候只覺得李至安這個角色所需要的孤獨和寂寞感，你表現得真好，沒想到實際上是在這麼困難的狀態下演出。」李知恩表示聽完導演這番話後產生「因為這位導演，我能堅持下去，還要做得更好」的想法，繼續參與演出。同時導演也在後續的拍攝中給予很多照顧，讓她有充分的時間休息和往返醫院。[10][11]
- 在劇中飾演朴東勳學弟都俊永的金永敏，實際年齡比飾演朴東勳的李善均要大上四歲，現實中李善均才是後輩。[12]
- 由於男女主角的年齡設定相差超過20歲，因此本片在播出前已引起非議，甚至有民眾揚言拒看。首集播出時出現女主角被毆打的暴力畫面、以及竊聽、不倫等情節，並且當時韓國正值「#MeToo」反性侵運動風潮，很多觀眾認為此劇會對社會帶來不好的影響，進而向政府及放送通信委員會投訴。不過另一方面，此劇由社會中小人物的故事出發，反映了韓國社會最真實的縮影，也讓很多民眾產生共鳴，而呈現評價兩極的趨勢。[13]
- 韓國媒體Joynews24對演藝從業相關人員約200人進行問卷調查「2018年最佳電視劇」和「2018年最差電視劇」，調查中本片在「最佳電視劇」中拿到17票排名第四，卻也在「最差電視劇」拿到4票而共列第八名，同時登上最佳和最差電視劇榜單。[14]
- 本片在中國的影評網站豆瓣中拿到9.4分，居該站2018年度韓劇首位。[15][16]
- 於2018/5/25決定製作導演版藍光特典，售價25.3萬韓元。內含重新剪輯的完整版劇情藍光、附加影像藍光、寫真書、全劇劇本、3*5照片、兩位主角職員ID卡、演員隨機親筆簽名。[17]

## 外部連結
- 韓國tvN官方網站 （页面存档备份，存于）
- 我的大叔-DAUM （页面存档备份，存于）
- 我的大叔-NAVER
- 香港有線電視官方網站 （页面存档备份，存于）（繁體中文）
- 台灣八大官方網站 （页面存档备份，存于）（繁體中文）

| tvN 水木劇                              | tvN 水木劇                                     | tvN 水木劇 |
| --------------------------------------- | ---------------------------------------------- | ---------- |
|                                         | 我的大叔 （2018年3月21日－2018年5月17日）      |            |
| Mother （2018年1月24日－2018年3月15日） | 金秘書為何那樣 （2018年6月6日－2018年7月26日） |            |

| 马来西亚 / 新加坡 tvN Asia 星期四、五 21:50 - 23:15 · 3月22日及5月18日 21:50 - 23:25                     | 马来西亚 / 新加坡 tvN Asia 星期四、五 21:50 - 23:15 · 3月22日及5月18日 21:50 - 23:25 | 马来西亚 / 新加坡 tvN Asia 星期四、五 21:50 - 23:15 · 3月22日及5月18日 21:50 - 23:25 |
| --- | ------------------------------------------------------------------------------------ | ------------------------------------------------------------------------------------ |
| | 我的大叔 （2018年3月22日－2018年5月18日）                                            |                                                                                      |
| 母亲 （2018年1月25日－2018年3月16日）                                                                    | 金秘书为何那样 （2018年6月7日－2018年7月27日）                                       |                                                                                      |
| 香港/ 臺灣/ 柬埔寨/ 斯里蘭卡/ 菲律賓/ 泰國/ 印度尼西亞2/ 緬甸 · tvN Asia 星期四至五 21:45 - 23:00(UTC+8) |                                                                                      |                                                                                      |
| 秘密森林（重播） （2019年9月26日－2019年11月15日）                                                       | 我的大叔 （2019年11月21日－2020年1月10日）                                           | 鬼怪： 孤單又燦爛的神（重播） （2020年1月16日－2020年3月6日）                        |

| 印度尼西亞 SONY ONE HD 星期二至五 20:45 - 22:05 | 印度尼西亞 SONY ONE HD 星期二至五 20:45 - 22:05 | 印度尼西亞 SONY ONE HD 星期二至五 20:45 - 22:05 |
| ----------------------------------------------- | ----------------------------------------------- | ----------------------------------------------- |
|                                                 | 我的大叔 （2018年9月25日－10月19日）            |                                                 |
| Cross （2018年8月28日－9月21日）                | 致忘了詩的你 （2018年10月23日－11月16日）       |                                                 |

| 香港 香港開電視 星期一至五 21:30 - 22:25     | 香港 香港開電視 星期一至五 21:30 - 22:25  | 香港 香港開電視 星期一至五 21:30 - 22:25 |
| -------------------------------------------- | ----------------------------------------- | ---------------------------------------- |
|                                              | 我的大叔 （2019年1月18日－2019年2月27日） |                                          |
| 和遊記 （2018年12月3日－2019年1月17日）      | 火星生活 （2019年2月28日－2019年3月29日） |                                          |
| 香港 有線綜合娛樂台 星期一至五 22:30 - 23:30 |                                           |                                          |
| 奪命日記 （2020年7月29日－2020年9月1日）     | 我的大叔 （2020年9月2日－2020年10月12日） | 大君 （2020年10月13日－2020年11月20日）  |

| 臺灣 八大綜合台 星期一至五 22:00 - 23:00                            | 臺灣 八大綜合台 星期一至五 22:00 - 23:00                         | 臺灣 八大綜合台 星期一至五 22:00 - 23:00 |
| ------------------------------------------------------------------- | ---------------------------------------------------------------- | ---------------------------------------- |
|                                                                     | 我的大叔 （2020年12月15日－2021年1月25日）                       |                                          |
| 初次見面我愛你 （21:00 - 23:00） （2020年11月30日－2020年12月15日） | 仁顯皇后的男人 （21:00 - 23:00） （2021年1月26日－2021年2月8日） |                                          |